# Dommartin-sur-Vraine
Dommartin-sur-Vraine är en kommun i departementet Vosges i regionen Grand Est (tidigare regionen Lorraine) i nordöstra Frankrike. Kommunen ligger i kantonen Châtenois som tillhör arrondissementet Neufchâteau. År 2022 hade Dommartin-sur-Vraine 292 invånare.

## Befolkningsutveckling
Antalet invånare i kommunen Dommartin-sur-Vraine
| Referens: INSEE |